# Malarz
Malarz (z niem. Maler, łac. pictor, pictorellus, iconista, imaginator) – rzemieślnik, artysta zajmujący się malarstwem. Jest to zawód polegający na pokrywaniu, malowaniu płaszczyzn, przedmiotów powłokami, liniami, punktami, kolorem, farbą, farbami, po to by je ochronić, zmienić ich własny kolor lub namalować, stworzyć obraz, wyobrażenie, iluzję tego co odbieramy zmysłem wzroku.
W Polsce zawód malarza wykonują;
- malarze artyści, restauratorzy, wykształceni na uczelniach plastycznych specjaliści, posiadający obok kunsztu niejednokrotnie tytuły naukowe,
- malarze cechowi, rzemieślnicy; malarze ścian, dekoratorzy, zdobnicy, rzemieślnicy artyści, posiadający tytuły czeladnika lub mistrza,
- malarze ludowi zrzeszeni i niezrzeszeni,
- niezrzeszeni malarze, malarze amatorzy, lub uzdolnieni pracownicy, fachowcy lub bez dyplomu specjalizujący się w różnych technikach malarskich.

Malarze polscy mogą zrzeszać się w związkach artystów plastyków (ZAP i ZPAP), w cechach, w związkach twórców ludowych i w innych związkach zawodowych.

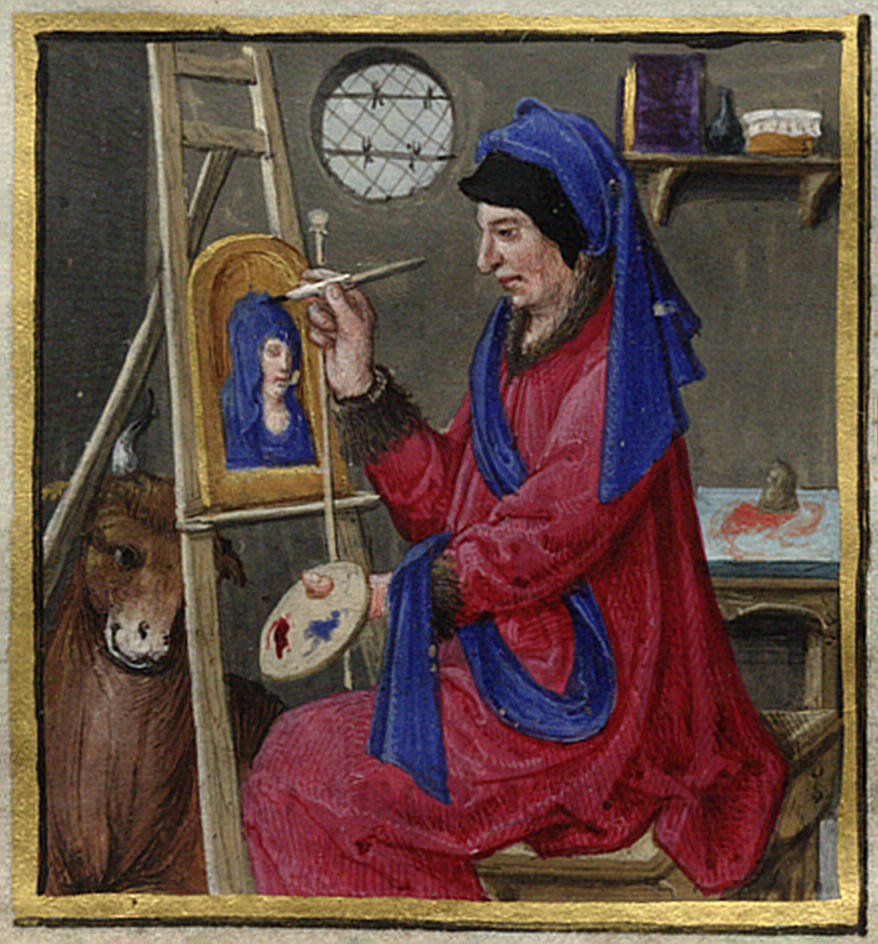
Św. Łukasz, autor nieznany, Godzinki, 1533

## Historia malarzy europejskich
Malarstwo jest jednym z najstarszych zawodów, rzemiosłem, sztuką związaną z kulturą człowieka od czasów prehistorycznych. O najdawniejszych malarzach wiadomo bardzo niewiele. Ponieważ malarstwu prehistorycznemu przypisuje się znaczenia magiczne, religijne to być może malarze pełnili jakieś istotne funkcje w tamtych społecznościach.
Malarzy starożytnego Egiptu możemy zobaczyć przy pracy dzięki wykonywanym przez nich samych przedstawieniom, zachowanych w pomieszczeniach grobowych. Stosowano wiele technik malarskich. Malarze pokrywali barwnymi polichromiami płaskorzeźby na ścianach, rzeźby, meble, przedmioty i nieruchomości. Około 3500 lat temu w Egipcie pojawiły się pierwsze ilustracje malowane na zwojach papirusów. Lecz o samych rzemieślnikach czy artystach wiadomo bardzo mało. Malarstwo starożytnego Egiptu miało ogromny wpływ na rozwój tej sztuki w basenie Morza Śródziemnego.
W czasach antycznych malarstwo greckie i później rzymskie miało wysoka rangę. Znani byli z imienia najlepsi malarze, doceniano efekt iluzji. Duże znaczenie zyskiwał portret. W antycznym Rzymie istniało nawet "prawo obrazu" (ius imaginum), określające komu należny był portret jako wyróżnienie, nobilitacja.
W edykcie cesarza Dioklecjana o cenach i zarobkach wydanym w 301 roku, wymienione były kategorie malarzy rzymskich z ich wynagrodzeniem.
Pictor parietarius ('ścienny' od paries 'ściana'), malarz który wykonywał proste prace malarskie, tło, ornamenty zarabiał 75 denarów dziennie. Wykonujący skomplikowane kompozycje figuralne pictor imaginarius (od imago 'wyobrażenie'), zarabiał 150 denarów dziennie.
Malarze greccy i rzymscy malowali na ścianach budynków, przedmiotach użytkowych, na ceramice i szkle, tworzyli mozaiki z kolorowych elementów ceramiki, szkła, kamienia, wykonywali malarstwo na drewnianych tablicach, ilustracje na zwojach papirusów. Znamy ich prace z zachowanych przedmiotów, grobowców, domów między innymi w Pompejach, Herkulanum lub zachowanych obrazów z greckich osad w Egipcie, Fajum, Hawara.
Z ówczesnej literatury znamy opowieści, anegdoty, opisy dzieł sztuki, pracowni, wystaw, konkursów malarskich i biografie wielu znakomitych malarzy greckich lub rzymskich, wiadomo, że malarze tworzyli pracownie, mieli uczniów, pomocników, niewolników. Znane lub rozpracowywane są techniki lub technologie stosowane w malarstwie starożytnym.
We wczesnym średniowieczu malarstwo i malarze związani byli przede wszystkim ze sztuką religijną. Malowano dekoracje i wykonywano mozaiki. Rzemiosło i sztuka malarska wykonywana była w pracowniach klasztornych. Rozwinęła się tam specjalizacja malarzy miniatur, iluminatorów. Malarze klasztorni, zakonnicy przenosili swoje umiejętności do nowych krajów które przyjmowały chrześcijaństwo.
Sztukę malarską przekazywano najczęściej droga ustną i przykładem. Malarze uczyli się w warsztatach rodzinnych lub w pracowniach obcych mistrzów, praktycznego wykonywania różnych przedmiotów oraz technik, porównywali swoje prace z dziełami wcześniejszych twórców, przechowywali wzory obrazów, grafiki, kopiowali ornamenty z tkanin.
W Cesarstwie Bizantyńskim zachowano sztukę malowania obrazów tablicowych. Przepisy malowania obrazów na drewnianych tablicach trafiają do malarzy w krajach przyjmujących religię od kościoła w Konstantynopolu, ale także do pracowni malarzy w Italii i dalej do krajów przyjmujących chrześcijaństwo łacińskie.
Ekspansja kościoła i religii chrześcijańskiej mogła być przyczyną, że w XI wieku powstał traktat, który można nazwać pierwszym europejskim podręcznikiem wielu technik i rzemiosł, w tym malarstwa. Praca ta była niezbędna nowo powstającym kościołom, klasztorom i pracowniom. Dzieło, „Schedula diversarium artium” zostało spisane przez Mnicha Teofila.
Cechy i bractwa malarskie tworzone były w naszej części Europy dopiero w połowie XIV wieku. Malarze wchodzili w skład cechów łączonych, tworzyli cechy samodzielnie lub przyjmowali do swojego cechu innych rzemieślników, najczęściej związanych z malarstwem.
- Magdeburg 1206[12],
- Augsburg 1303, cech malarzy, snycerzy, kowali[13],
- Zurich 1336[12], Autor nieznany, św Łukasz, Rosja, XV wiek
- Bazylea 1335[12],

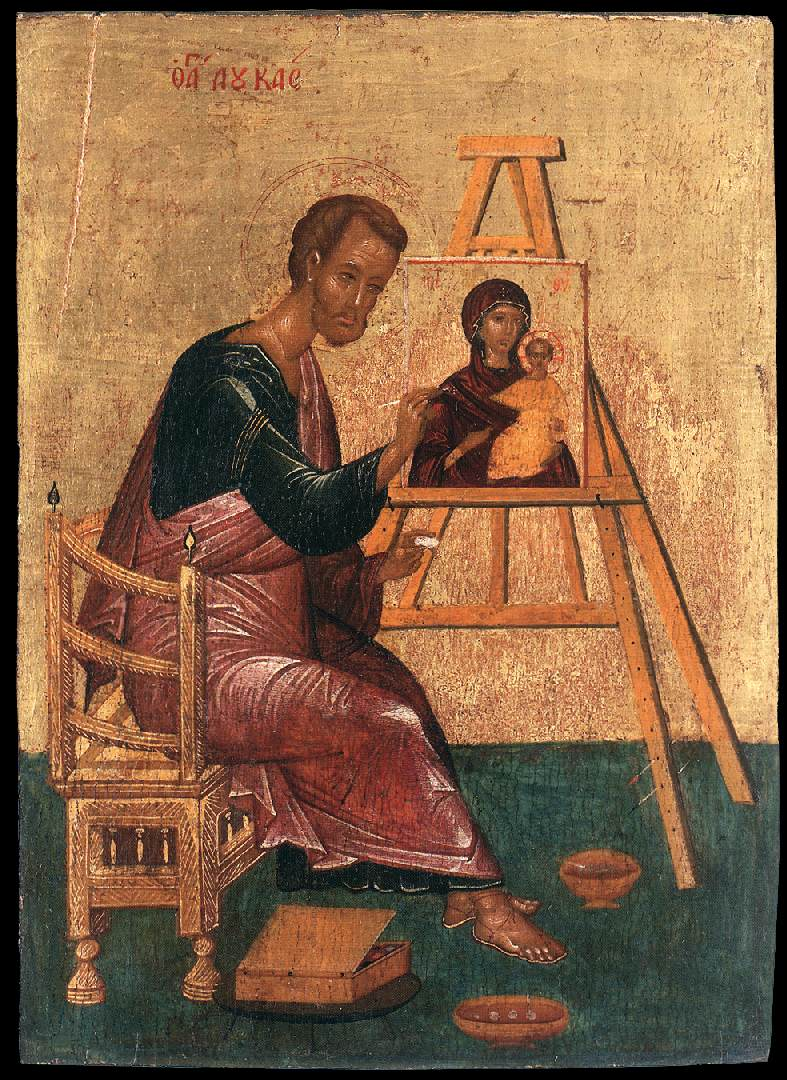
Autor nieznany, św Łukasz, Rosja, XV wiek

- Praga 1348, Bractwo św. Łukasza malarzy, rzeźbiarzy, goldszlagerów[14], błoniarzy[15], szklarzy i szczytarzy[16],
- Wrocław 1386, cech malarzy, stolarzy, rzeźbiarzy, goldszlagerów i szklarzy[13].

Przyjęcie przez europejskich malarzy, rzeźbiarzy jako patrona świętego Łukasza Ewangelistę, według legendy, malującego, rzeźbiącego Marię matkę Jezusa, potwierdzało prawo do malowania wizerunków Boga i Ewangelii, wbrew przekonaniom ikonoklastów.

## Malarze w Polsce
Nie wiemy nic o malarzach z okresu przedpiastowskiego. Razem z religią chrześcijańską malarze klasztorni z różnych krajów europejskich przybywali do Polski.
W XII wieku wnętrze katedry płockiej ozdabiał malowidłami cudzoziemiec, malarz Gunter.
W państwie pierwszych Piastów najprawdopodobniej tylko malarze związani z kościołem wykonywali to rzemiosło czy sztukę.
W XII w. zakonach cystersów, bernardynów, dominikanów powstawały pierwsze skryptoria zatrudniające początkowo sprowadzanych z zachodnich klasztorów mnichów; pergaministów, skryptorów-kaligrafów i malarzy – iluminatorów, wytwarzających potrzebne w nowych kościołach i klasztorach, księgi liturgiczne, mszały, modlitewniki.
Najstarsze dekoracje książkowe roboty krajowej pochodzą z początku XII w. Powstały najprawdopodobniej w pracowniach przy szkołach katedralnych Krakowa i Gniezna. W XIII wieku w pracowni cystersów lubiąskich wykonywano ilustrowane manuskrypty.
Malarze z krajów zachodnich konkurowali w Polsce z malarzami ze wschodu, malującymi more Graecorum – sztuką Greków. Władysław Jagiełło wychowany w otoczeniu sztuki bizantyjskiej sprowadził do zdobienia wnętrz wawelskich malarzy Rusinów z przedmieścia Przemyśla (Władycze). Na wschodzie Królestwa Polskiego działali malarze ikon, twórcy ikonostasów, Sąsiedztwo to przynosiło ciekawą wymianę idei, technik malarskich, ale także konflikty pomiędzy malarzami różnych szkół czy nacji.
Gwałtowny rozwój sieci parafialnej nastąpił w Polsce w XIV stuleciu. W tym czasie, w okresie kolonizacji pojawiają się w polskich miastach malarze rzemieślnicy, podlegający prawu miejskiemu, malarze cechowi.

### Pierwsze cechy malarzy w Polsce

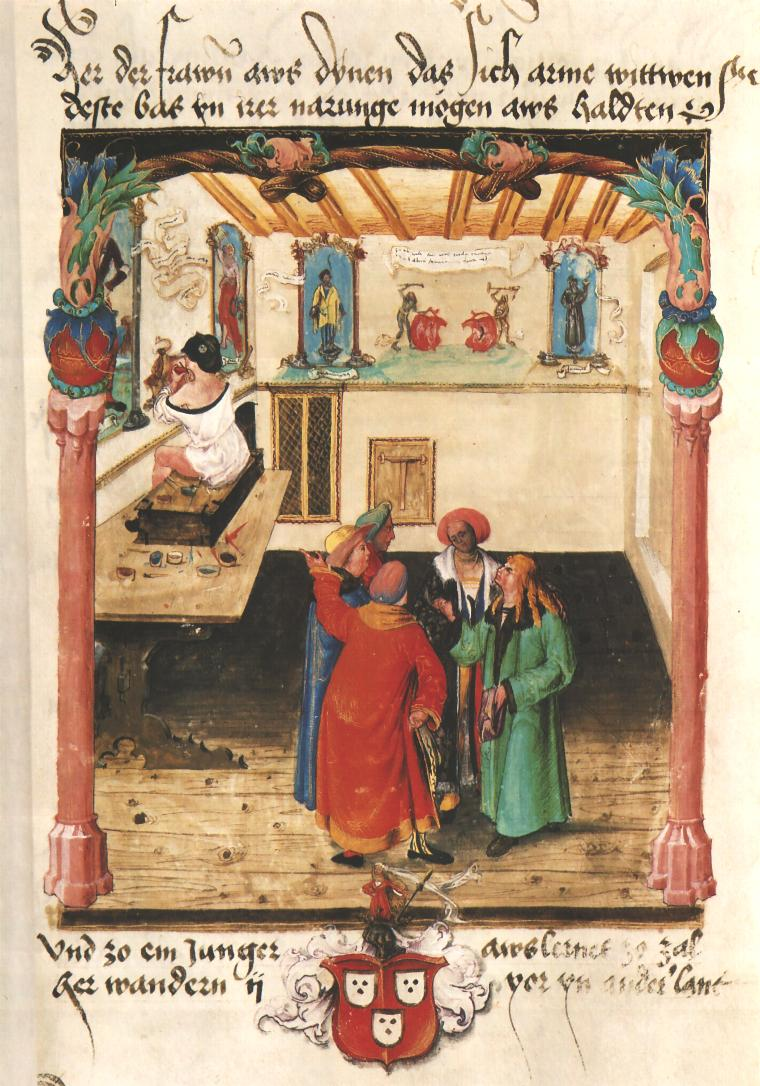
Malarz przy pracy, Kodeks Baltazara Behema, Kraków 1505

- Kraków 1327-29 – malarz Konrad schilder[27], 1400-cech malarzy, rzeźbiarzy, snycerzy, szklarzy, golszlagerów, stolarzy, szpalerników. Pierwszy statut cechowy w 1490 r[28],
- Lwów 1387-9 malarz Joannes, 1404-Stenczel, 1408-Lukas[29], samodzielny cech malarzy lwowskich od 1596[30],
- Przemyśl: Pierwsi malarze Rusini sprowadzenie przez króla Jagiełłę do ozdobienia sal na Wawelu „more Graecorum”, Statut cechu malarzy z roku 1625, 1431-4- Mathias, 1443-4-malarz z Drohobycza, 1443-Jacobus pictor[31],
- Poznań 1414-15-malarz Mikołaj z Kalisza, 1422-Piotr Knoff, 1430-Jan z Piasku, 1489-cech malarzy (snycerzy), złotników, hafciarzy, aptekarzy, 1574-samodzielny cech malarzy[31],
- Warszawa 1428-malarz Piotr, 1505-Serafin, 1494-Mikołaj[32], 1589-statut cechu malarzy, złotników, szmuklerzy i aptekarzy warszawskich[33],
- Częstochowa: Cech malarzy przed rokiem 1728. Statut cechu malarzy z roku 1749 opracowany przez przeora klasztoru jasnogórskiego[34].

Cech malarzy krakowskich był początkowo cechem głównym i sprawował nadzór nad cechami zależnymi. Przywileje wilkierze i statuty królewskie dla malarzy krakowskich były wzorem rozwiązań prawnych dla cechów malarzy powstających w innych miastach w Polsce.
W miastach pomorskich zależnych od zakonu krzyżackiego cechy powstawały później. Jeszcze w XVI wieku malarstwo w Gdańsku uważano za sztukę, a nie rzemiosło. Potrzeba utworzenia tam cechu pojawiła się w roku 1617 w Toruniu w 1621.

### Malarze cechowi
Malarze grupowali się w Polsce w organizacje cechowe z początkiem XV wieku. W wielu miastach nie zachowały się dokumenty cechowe i malarzy znamy tylko z dokumentów miejskich lub sądowych. Znane są imiona, przymianki, często dowcipne (nadawane podczas egzaminów czeladniczych) lub nazwiska, u tych nielicznych którzy je posiadali, zastępowane nazwą miasta z którego malarz pochodził, imieniem ojca lub tylko określeniem zawodu (pictor, moler, malarz, malarczyk). W pierwszych latach istnienia tego rzemiosła mylono malarzy ze snycerzami i określenia moler, sniczer występowały zamiennie. Do Cechu należeli mistrzowie wpisani do cechowej księgi mistrzów i czeladnicy (towarzysze) wpisani do księgi czeladzi. Kobiety, żony mistrzów nie należały do Cechu, ale mogły prowadzić po śmierci męża warsztat, jeżeli zatrudniały wyszkolonych czeladników.
W XV wieku malarze także podejmowali się prac snycerskich lub łączyli oba zawody. Obraz ołtarzowy średniowieczny bywał rzeźbiony, pełnoplastyczny i płaski, dwuwymiarowy jednocześnie.
Malarze cechowi malowali, ozdabiali i złocili elewacje i wnętrza budynków, elementy architektoniczne, wyposażenie kościołów, obrazy, ramy i rzeźby, przedmioty codziennego użytku, ceramikę, szkło, elementy uzbrojenia, rzędy końskie, powozy i karety, ilustracje w księgach i dokumentach, grafiki. Ponadto prowadzili prace konserwatorskie, byli rzeczoznawcami sądowymi w sprawach sztuki i bronili miast polskich na równi z innymi rzemieślnikami.
Przywilej czeskiego króla Wacława z roku 1390 dla malarzy śląskich bardzo lakonicznie określał, że tylko malarze i szklarze (witrażownicy) mogą pracować pędzlem.
Przepis ten dawał malarzom wyłączność na malowanie pędzlem wyrobów innych rzemieślników. Takie rozumienie rzemiosła malarskiego najprawdopodobniej obowiązywało także w Królestwie Polskim, bo malarze cechowi broniąc swojego rzemiosła procesowali się z innymi rzemieślnikami próbującymi malować swoje wyroby.
Obok malarzy cechowych, działali malarze zakonnicy w klasztorach, podobnie jak w przypadku iluminatorów.
Poza cechami byli też malarze serwitorzy działający na prawie serwitutu, znakomici artyści sprowadzani do Polski z zachodu przez dwory królewskie, biskupie, czy magnackie. W sporach z malarzami cechowymi byli pod ochroną swojego Pana do którego wstępowali na służbę.
Malowali poza cechem także malarze nie zrzeszeni, przeszkodnicy, partacze, starano się im uniemożliwić działalność lub pozwalano na nią za specjalną opłatą do cechu.
Prawo cechowe jako podstawa dla działających w Polsce malarzy dominowało do końca XVIII wieku. Malarze cechowi tak jak rzemieślnicy innych zawodów pokonywali wszystkie stopnie umiejętności zawodowych; od terminatorów przez wyzwoliny na czeladników – malarczyków, po egzaminie i wykonaniu sztuki, majstersztyku zostawali mistrzami z prawem nauki zawodu. Czeladnicy po wyzwolinach często odbywali wędrówkę po innych miastach, krajach gdzie w obcych warsztatach mieli zdobywać doświadczenie w zawodzie.
Malarze wybierali doświadczonych mistrzów na starszych cechu, w niektórych cechach wybierano także cenzorów pilnujących jakości malowideł.

### Malarze polscy w czasach nowożytnych, szkoły malarskie
Obowiązek cechowy, obrona zawodu przyczyniały się do miernego poziomu polskiej sztuki malarskiej w Rzeczypospolitej Obojga Narodów. Korporacje hamowały rozwój sztuki.
W XVIII wieku pojawia się termin „malarnia” oznaczający pracownię artysty i miejsce kształcenia uczniów.
Pośród malarzy należących do cechów w XVIII w.rozróżniano;
- malarzy klejowników, wykonujących proste prace malarskie,
- malarzy od chińszczyzny – lakierników,
- malarzy dekoratorów – pozłotników
- malarzy wirtuozów – artystów, wykonujących rysunki, obrazy,(..lanczawty..), portrety, grawiury, (..kopersztychy..)[46].

Pierwsze próby zmiany – przyłączenia malarstwa jako sztuki do Akademii Krakowskiej dla kształcenia najlepszych, malarzy wirtuozów podjęto w połowie XVIII wieku. W 1766 powstał nowy statut kongregacji malarskiej podległej Akademii Krakowskiej, podobny do statutów Akademii Wiedeńskiej. Krytycznie oceniał działalność malarzy cechowych Hugo Kołłątaj reformator Akademii Krakowskiej. Sprowadzony do Krakowa przez Kołłątaja Dominik Oesterreicher, zatrudniony jako nauczyciel rysunku, próbował założyć pod opieką Akademii, odrębną od cechu malarzy, kongregację malarzy wirtuozów. Podobne prace, podnoszące rangę malarstwa jako sztuki prowadził we Wlinie kierujący tamtejszą Katedrą Rysunku i Malarstwa, znakomity malarz Franciszek Smuglewicz. Ostatecznie malarstwo pojawiło się jako kierunek akademicki w Krakowie dopiero w roku 1818.

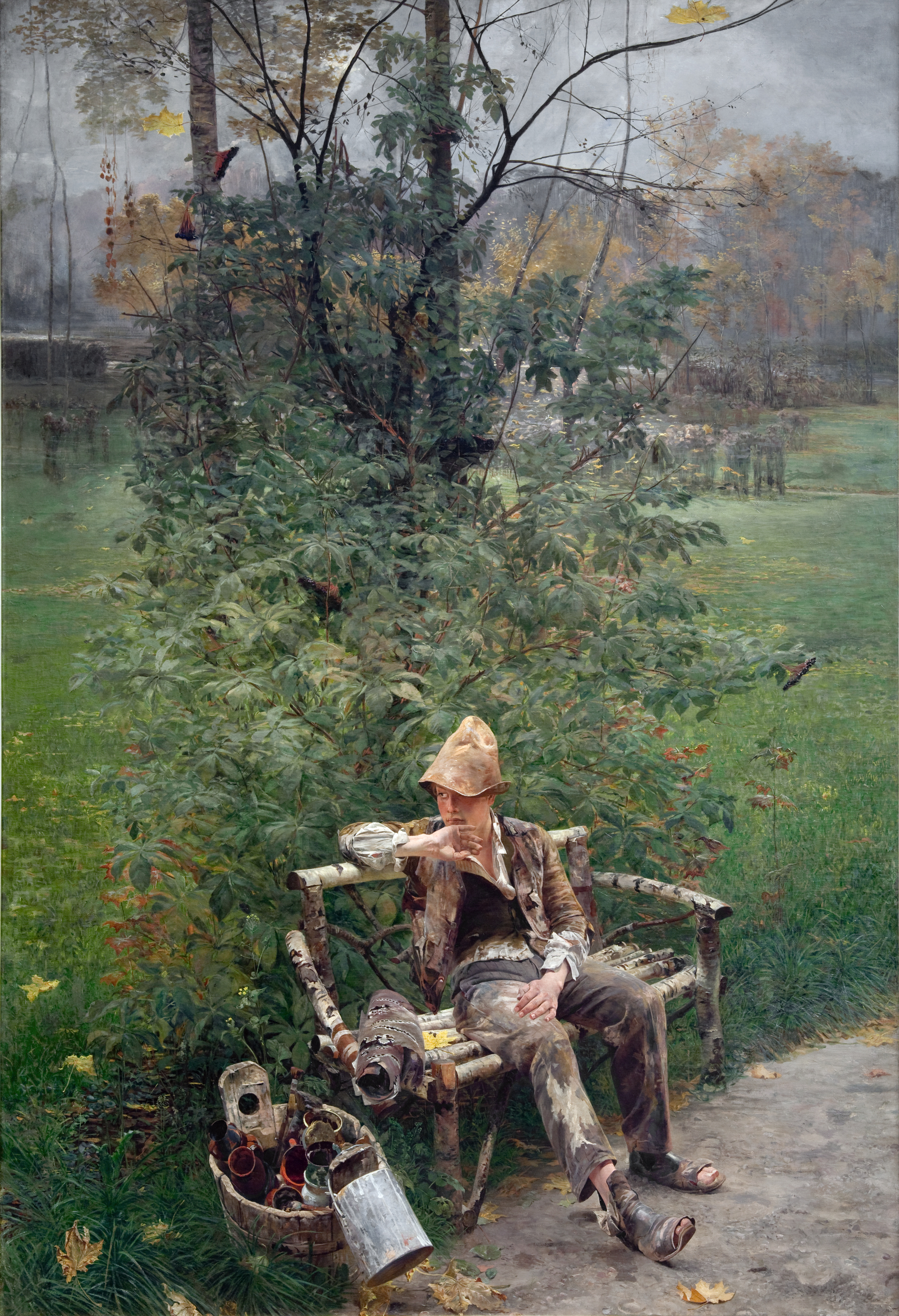
Jacek Malczewski, Introdukcja (Malarczyk), 1890

Na początku XIX wieku, w Królestwie Polskim pod rządami namiestnika gen. Józefa Zajączka, zreformowano gospodarkę. Zmieniono prawo cechowe ustawą z 31 grudnia 1816 uwalniając fabryki, warsztaty spod ustaw i ograniczeń cechowych. Właściciele firm mogli zatrudniać malarzy bez wymaganych dawniej uprawnień rzemieślniczych. Malarze artyści mogli swobodnie otwierać pracownie i szkoły. Rzemiosło cechy i ich prawa pozostały, ale jako jeden elementów składających się nowe urządzenie gospodarcze.
W XIX i XX wieku działali obok siebie malarze akademiccy, malarze cechowi, malarze pracownicy, malarze ludowi i malarze amatorzy. Powstawało wiele specjalizacji malarskich.
Po drugiej wojnie światowej podobnie, z tym że malarze artyści, absolwenci wyższych uczelni zrzeszeni w różnych związkach artystów plastyków, mogli sprzedawać swoje obrazy na wystawach i w galeriach sztuki, galerie rzemiosła i sztuki ludowej sprzedawały dzieła innych malarzy. Malarze amatorzy najczęściej sprzedawali swoje prace we własnych pracowniach lub na ulicznych straganach. Rozwinęło się i usamodzielniło wiele specjalności rzemieślniczych malarstwa.

## Pozycja społeczna malarzy w Polsce
Jak problematyczna, wątpliwa była pozycja artystów-malarzy w hierarchii społecznej XIX i XX-wiecznej Polski – świadczą przykładowe sytuacje z życiorysów dwu wybitnych polskich artystów-malarzy: Józefa Brandta (1841–1915) z tego okresu i o parę pokoleń młodszego Jana Cybisa (1897–1972).
W życiorysie Brandta jest to zdarzenie u fryzjera w Radomiu zanotowane przez pamiętnikarza artystę-malarza Mariana Trzebińskiego, w okresie kiedy Brandt zamieszkiwał w Orońsku koło RadomiaTrzebiński zapisał to zdarzenie następująco:

[...]>>Na dowód, jak stosunek społeczeństwa do artystów w Polsce jest zupełnie jeszcze nie ustabilizowany, przytoczę fakt, o którym słyszałem z ust p. Stefana Helbicha, kuzyna Brandta. Pewnego razu spotkali się w Radomiu u fryzjera, którego lokal właśnie Brandt opuszczał, a Helbich tam wchodził. Gdy fryzjer zaczął już strzyc swojego klienta, jak każdy fryzjer rozpoczął rozmowę: „Przepraszam bardzo, pan szanowny, widzę, zna pana Brandta z Orońska. Czy to prawda, co na niego mówią, że to jest malarz?” A gdy usłyszał potwierdzenie, dodał jeszcze: „No, no, kto by się tego spodziewał, taki porządny człowiek, zawsze mi rubla daje”<<[...]

W życiorysie Cybisa jest to sytuacja z lat jego młodości, opisana przez Monikę Małkowską w artykule w dzienniku "Rzeczpospolita"

[...]>>Cybisa dręczyły wyrzuty sumienia, kiedy bez wiedzy ojca przerwał naukę prawa i przeniósł się do wrocławskiej Akademii Sztuk Pięknych i Przemysłu Artystycznego. Gdy rodzina została poinformowana o zmianie życiowych planów Jana, przyjęto to jak tragedię, do której wstyd było przyznawać się sąsiadom, poważnym gospodarzom. Toteż kompromitujący bliskich kandydat na malarza zaraz po plebiscycie na Śląsku przeprowadził się do Krakowa i zdał do tamtejszej ASP. Przez długie lata we Wróblinie nikt nie wiedział, czym zajmuje się chłopak Cybisów. Zrehabilitował go dopiero tytuł profesora.<<[...]

## Specjalności malarzy w Polsce
Specjalizacje malarskie powstawały w różnych epokach zazwyczaj w większych miastach, ośrodkach. Wiele specjalności przekształciło się w odrębne zawody. Malarze często łączyli różne specjalności lub podejmowali się różnych prac. Powstawały także specjalizacje w jednej dziedzinie, technice malarstwa np. malarz akwarelista, rysownik. Najczęściej dotyczą one pewnego okresu w twórczości artysty.
- Grafik od XIX w.
- Ilustrator od XIX w.
- Klejownik, łac. glutinator, od XVIII w.
- Kołtryniarz, szpalernik, malarz tapet, łac. aulearius, od XVI w[53].
- Lakiernik od XVIII w.
- Lakiernik samochodowy od XX w.
- Malarz dekorator, zdobnik, łac. ilinitor, niem. Staffirer, XIV w.
- Malarz dekorator teatralny, scenograf, niem. Buechnenmaler,
- Malarz ikon, ikonograf, ikonopisarz, od XIV w.
- Malarz iluminacji, iluminator, łac.iluminator librorum iluminista, rubricator, od XII w. cechowi notowani w XV wieku[54].
- Malarz kart, kartownik, łac. cartarius, od XV w[55].
- Malarz kościelny, łac.pictor eclesiasticus, niem.Kirchenmaler, od XVIII w.
- Malarz listów, dyplomów, od XV w. łac.breviarius, niem. Briefmaler, Mathias Heinrich priffmoler Kraków 1532[56].
- Malarz szyldów, szyldziarz, XVIII w. niem. Schilderer,
- Malarz ścian, pokojowy, łac. ilinitor, tector, pictor parietum, niem. Zimmermaler, Anstreicher, od XIX w., prawdopodobnie dawny klejownik[57].
- Malarz tarcz, szczytnik, łac. clipeator, niem. Schilderer, od XIV wieku[58][59],
- Malarz od chińszczyzny, od XVIII w[60].
- Malarz szkła, witrażysta, szklarz, błoniarz łac. vitreator, membranator, niem. Glasmaler, Glaser, od XIII w., cechowi od XV wieku,
- Malarz wirtuoz viros, obrazów, rzeźb, łac. pictor imaginum, viros, od XIV w.,
- Pozłotnik, pozłacarz, wyzłacarz, złotnik, łac. aurator, deaurator, niem. Vergolder, – wydzielił się jako odrębny zawód w XVII wieku[61].